# قومية إيغورية
القومية الإيغورية (بالإيغورية: ئۇيغۇر مىللەتچىلىكى) هي حركة قومية تؤكد أن شعب الإيغور، وهو أقلية عرقية في الصين، أمة متميزة. تعمل القومية الإيغورية على تعزيز الوحدة الثقافية للشعب الإيغورية، إما كمجموعة مستقلة أو كمجموعة إقليمية داخل أمة صينية [الإنجليزية] أكبر. شعب الإيغور يقع بين الصين والشعوب التركية في آسيا الوسطى، وهو قومية تركية مسلمة، نصَّ النظام العالمي بعد الحرب العالمية الثانية أن تكون أراضيهم داخل الدولة الصينية.
يتمركز معظم الإيغور في سنجان، وهي منطقة تتمتع بالحكم الذاتي على مستوى المقاطعة وتقع في غرب الصين [الإنجليزية]. يتحدثون اللغة التركية، ومعظمهم يعتنقون الإسلام السني. اُعتُرف بها رسميًا من الحكومة الصينية باعتبارها واحدة من 56 زهرة.
ترتبط القومية الإيغورية بحركة استقلال تركستان الشرقية، المعروفة أيضًا باسم حركة استقلال الإيغور، والتي تسعى إلى انفصال تركستان الشرقية (سنجان) عن الصين وإقامة الحكم الذاتي كدولة مستقلة باسم تركستان الشرقية، هو اسم بديل شائع لسنجان يستخدمه دعاة الاستقلال، كما يستخدمون إيغورستان بديلًا آخر على غرار دول آسيا الوسطى.

## الهوية الإيغورية
الإيغور هم مجموعة عرقية تركية أقلية نشأت في منطقة آسيا الوسطى وشرق آسيا وتنتمي إليها ثقافيًا. ترتبط هذه المناطق ارتباطًا وثيقًا بصحراء تاكلامكان التي تضم حوض تاريم، وكلاهما يمكن العثور عليهما في جمهورية سنجان ذاتية الحكم بالصين.
إن الهوية الإيغورية تتشكل إلى حد كبير من القومية الأويغورية، والعكس صحيح. القومية الإيغورية هي أيديولوجية تعتمد بشكل أقوى على السياسة مقارنة بالهوية الإيغورية. في حين أن الهوية الإيغورية ترتبط ارتباطًا وثيقًا بالتقاليد والممارسات الثقافية، فإن القومية الإيغورية ترتبط ارتباطًا وثيقًا بحركة استقلال تركستان الشرقية وغيرها من التعبيرات الأكثر حزمًا عن الهوية الإيغورية. إن المضاد الأساسي للقومية الإيغورية هو محاولة فرض القومية الصينية، والتي هي في الواقع شكل من أشكال القومية المتعددة الأعراق والتي تختلف عن القومية الهانية [الإنجليزية] (على الرغم من أن المفهومين يختلطان بشكل شائع).

### الأصول العرقية
مثل معظم المجموعات العرقية في آسيا الوسطى، ينحدر الإيغور من مجموعة متنوعة من المجموعات البشرية. إن التركيبة العرقية والهوية الإيغورية لها أصولها في العديد من المناطق والثقافات والحضارات المختلفة. يعود أصل اسم الإيغور إلى خاقانات الإيغور، وهي دولة تاريخية كانت تقع بشكل أساسي في ما يعرف الآن بمنغوليا وسنجان.
من المفترض أن الإيغور يحملون على الأقل بعض الأصول من مختلف الشعوب القديمة التي سكنت صحراء تكلامكان وحوض تاريم، والذين من المعروف أنهم يعيشون في المنطقة منذ 3800 عام على الأقل بسبب اكتشاف مومياءات تاريم. إن الروابط مع السكان القدامى في المنطقة مثيرة للجدل لأن هذا قد يمنح الإيغور المعاصرين الحق في المطالبة بوضع السكان الأصليين الذين انحسرت أراضيهم كثيرًا.

### الهوية الدينية
منذ القرن العاشر الميلادي، اعتنق الإيغور الإسلام تدريجيًّا، إذ بدأ في الانتشار في مناطق آسيا الوسطى حتى أصبح الآن مهيمنًا في العديد من مناطق غرب آسيا وآسيا الوسطى وشمال أفريقيا وشرق أفريقيا وجنوب شرق آسيا البحري وجنوب شرق أوروبا . قبل ذلك، كان الإيغور يمارسون البوذية، وهي الديانة التي نشأت في جنوب آسيا (الهند ونيبال) والتي لا تزال الديانة السائدة بين الشعوب التبتية والمنغولية المجاورة في غرب الصين ومنغوليا وكذلك في معظم أنحاء جنوب شرق آسيا وسريلانكا. ارتبط الإيغور بالخلافة الإسلامية، وكانت لهم صلات وثيقة بشعوب آسيا الوسطى، كما قد اهتموا أيضًا بتعلم الفارسية - حالهم حال أتراك التتار المسلمين - وذلك أنها كانت لغة المدارس الإسلامية في مدن آسيا الوسطى الرئيسة مثل بخارى.

### الهوية الجغرافية
لقد شكل الشعب الإيغوري هوية وطنية قوية إلى حد كبير بسبب هويته الجغرافية القوية للغاية. ترتبط الهوية الإيغورية ارتباطًا وثيقًا بالحياة في صحراء تكلامكان وحوض تاريم. إن الإيغور كشعب أو أمة متحدون إلى حد كبير من خلال نمط حياتهم المتميز كمزارعين مستقرين يعيشون في العديد من الواحات المنتشرة في جميع أنحاء صحراء تكلامكان، وقد لعبت مدينة كاشغر وهي إحدى مدنهم الرئيسة، دورًا بارزًا في الحضارة الإسلامية.

### القومية التركية الشاملة
رفض محمد أمين بوغرا ومسعود صبري [الإنجليزية]، الناشطان في مجال استقلال تركستان الشرقية، فرض السوفييت والزعيم العسكري الصيني شين شيكاي اسم شعب الإيغور أو الأويغور على الشعب التركي في سنجان. أرادوا بدلًا من ذلك استحضار اسم من التراث الإسلامي أو استخدام العرق التركي (بالصينية: 突厥族; البينيين: tūjué zú) ليُسمى بهم شعبهم. كما اعتبر مسعود صبري شعب هوي بمثابة شعب هان صيني مسلم، مختلف عن شعبه. وطالب بوغرا على وجه الخصوص بإطلاق اسم تركي على شعبه. كما انتقد بشدة شينغ شيكاي لتصنيفه المسلمين الأتراك إلى عرقيات مختلفة، الأمر الذي قد يؤدي إلى إثارة الفرقة بين المسلمين الأتراك.
خلال جمهورية تركستان الشرقية الأولى، أدت الأيديولوجية القومية التركية للجمهورية إلى العداء بين المجموعات العرقية المسلمة المختلفة. كان الأويغور والقرغيز، وهم من الشعوب التركية المسلمة، يقاتلون المسلمين الصينيين في جنوب سنجان وسعوا إلى طردهم مع الصينيين الهان خوفًا من دعمهم للحكومة الصينية. وقد دفع هذا العديد من القادة المسلمين الصينيين مثل ما جانكانغ، وما فويوان، وماهوشوان [الإنجليزية] إلى القتال ضد محاولات الإيغور نحو الاستقلال.

## حركة استقلال تركستان الشرقية
حركة استقلال تركستان الشرقية ، والمعروفة أيضًا باسم حركة انفصال شينجيانغ أو حركة استقلال الأويغور، هي حركة سياسية تسعى إلى استقلال منطقة سنجان الإيغورية ذاتية الحكم، وهي منطقة حكم ذاتي وطنية كبيرة وقليلة السكان في جمهورية الصين الشعبية (جمهورية الصين الشعبية/الصين) تقع في شمال غرب البلاد، وهي وطن الشعب الإيغوري، الذين هم في المقام الأول من أصل تركي وليس صيني (هان صيني). ويوجد داخل الحركة دعم واسع النطاق لتغيير اسم المنطقة، حيث ينظر نشطاء الاستقلال إلى اسم سنجان باعتباره اسما استعماريا. واسم تركستان الشرقية هو الاسم المقترح الأكثر شهرة. كما يقترح البعض إيغورستان.

## طالع أيضًا
- قومية هُوَي الصينية المسلمة [الإنجليزية]
- القومية العرقية المحلية [الإنجليزية]
- القومية التركية
- حزب الشباب الكاشغر

## ملحوظات
1. ↑  (بالصينية)